# Albin Ekdal
Albin Ekdal (* 28. Juli 1989 in Bromma, Stockholm) ist ein schwedischer Fußballspieler. Der offensive Mittelfeldspieler steht bei Djurgårdens IF unter Vertrag und ist ehemaliger A-Nationalspieler.

## Karriere

### Vereine
Ekdal absolvierte 2005 im Alter von 15 Jahren ein Probetraining beim englischen Klub FC Chelsea. Das folgende Vertragsangebot des Londoner Vereins lehnte er jedoch mit der Begründung, er wolle sich in Schweden weiterentwickeln, ab. Seine professionelle Laufbahn begann er zu Beginn der Spielzeit 2007 in der Fotbollsallsvenskan bei seinem Heimatklub IF Brommapojkarna. Trotz einiger Verletzungen während der Saison spielte er sich dort in den Vordergrund. Im Dezember 2007 entschied er sich für einen Wechsel zum italienischen Rekordmeister Juventus Turin. Bis Sommer 2008 blieb er noch in Schweden, um seinen Schulabschluss zu machen und spielte weiter für Brommapojkarna.
Am 23. Mai 2008 unterzeichnete er einen Vierjahresvertrag bei Juventus. Er spielte meist in der Primavera, der höchsten Altersstufe der Jugendmannschaften, mit der er 2009 die Coppa Carnevale in Viareggio gewann. Sein Debüt in der Profimannschaft gab Ekdal am 18. Oktober 2008 bei der 1:2-Niederlage im Serie-A-Auswärtsspiel beim SSC Neapel, bei der er in der 75. Minute für Christian Poulsen eingewechselt wurde. In der Saison 2009/10 spielte Ekdal leihweise für die AC Siena und stieg mit den Toskanern in die Serie B ab. Im August 2010 verließ er Juventus und wechselte zum FC Bologna, der 50 % der Transferrechte besaß. Im August 2011 wechselte Ekdal zum Ligakonkurrenten Cagliari Calcio.
Zur Saison 2015/16 wechselte Ekdal zum Hamburger SV. Er erhielt einen bis zum 30. Juni 2019 laufenden Vertrag. In drei Jahren bestritt er verletzungsbedingt lediglich 54 Partien in der Bundesliga. Dabei gelang ihm in der Rückrunde der Saison 2016/17 im Spiel im Volksparkstadion gegen Hertha BSC in der 77. Minute mit dem 1:0-Siegtreffer sein einziges Tor für den HSV.
Am 16. August 2018 schloss er sich Sampdoria Genua an. In seiner ersten Saison bestritt er dort 32 von 38 möglichen Ligaspielen und ein Pokalspiel. Auf dieselbe Zahl Spiele kam er in der nächsten Saison. Das wiederholte sich auch in der Saison 2020/21, wobei er dabei in der Liga zwei Tore schoss. In der Saison 2021/22 waren es 26 von 38 möglichen Ligaspielen mit einem geschossenen Tor und ein Pokalspiel.
Mitte Juli 2022 wechselte er zum Ligakonkurrenten Spezia Calcio, bei dem er einen Vertrag bis zum Ende der Saison 2023/24 unterschrieb. In seiner ersten Saison bestritt er hier 31 von 38 möglichen Ligaspielen sowie zwei Pokalspiele, in denen er ein Tor schoss. Zum Saisonende stieg Spezia Calcio in die Serie B ab. In der nächsten Saison kam Ekdal auf 9 von 19 möglichen Ligaspielen und erneut zwei Pokalspielen.
Anfang Januar 2024 kehrte er nach 15 Jahren in die schwedische Allsvenskan zurück und unterschrieb einen Vertrag bis Ende 2025 bei Djurgårdens IF. In der ersten Saison kam er auf 17 von 30 möglichen Ligaspielen sowie fünf Pokalspielen.

### Nationalmannschaft
Am 10. August 2011 debütierte Ekdal in einem Testspiel in der schwedischen Nationalmannschaft beim 1:0-Sieg in Charkiw gegen die Ukraine; er wurde in der 60. Spielminute für Sebastian Larsson eingewechselt. Bei der Fußball-Europameisterschaft 2012 in der Ukraine und in Polen gehörte er nicht zum schwedischen Aufgebot; bei der Europameisterschaftsendrunde 2016 in Frankreich absolvierte er alle drei Gruppenspiele der Schweden. Am Ende der Gruppenphase war das Team Tabellenletzter und schied aus. In der folgenden Qualifikation zur Weltmeisterschaft 2018 in Russland qualifizierte er sich mit der schwedischen Nationalmannschaft für die Relegation, in der man sich gegen Italien durchsetzte. Im Hinspiel in Solna stand Ekdal in der Startelf und wurde in der zweiten Halbzeit verletzungsbedingt durch Jakob Johansson ersetzt; dieser erzielte kurz darauf den 1:0-Siegtreffer. Im Rückspiel in Mailand (0:0) kam er nicht zum Einsatz. Ekdal stand im schwedischen Kader bei der WM-Endrunde in Russland und erreichte mit der Mannschaft das Viertelfinale.
Mit der schwedischen Auswahl erreichte er bei der infolge der COVID-19-Pandemie erst 2021 ausgetragenen Europameisterschaft 2020 das Achtelfinale, wo Schweden gegen die Ukraine ausschied. Ekdal wurde in den vier Spielen der Mannschaft eingesetzt und stand dabei jeweils in der Startelf.

## Erfolge
- Torneo-di-Viareggio-Sieger: 2009 (mit Juventus Turin)

## Auszeichnungen
- Mittelfeldspieler des Jahres in Schweden: 2013, 2014 und 2015[13]

## Sonstiges
Ekdals Vater Lennart (* 1953) ist ein in Schweden bekannter Fernsehmoderator. Sein Bruder Hjalmar (* 1998) ist ebenfalls Profifußballer und schwedischer Nationalspieler.